# Luna 20
Luna 20 (em russo: Луна que significa lua), foi a designação da segunda missão robótica bem sucedida, conduzida pela União Soviética, com o objetivo de pousar na Lua e retornar uma amostra do solo lunar para a Terra. A espaçonave usada nessa missão era do tipo E-8-5.

## A espaçonave
A espaçonave consistia de dois estágios interligados: um estágio de descida e um estágio de subida montado sobre o primeiro. O estágio de descida era um cilindro montado sobre um conjunto de tanques esféricos com quatro "pernas", um motor principal e jatos auxiliares para atuar durante a descida diminuindo a velocidade. O estágio de subida, era um cilindro menor com o topo arredondado. Ele carregava um recipiente hermeticamente fechado para a amostra de solo dentro de uma capsula de reentrada esférica.

## A missão

### Lançamento
O lançamento da Luna 20, ocorreu em 14 de Fevereiro de 1972 as 03h27min59 UTC, através de um foguete Proton-K, a partir da plataforma 81/24 do Cosmódromo de Baikonur que a levou a uma órbita de espera intermediária e em seguida impulsionada em direção à Lua.

### Percurso e órbita
Depois de quatro dias e meio de voo em direção à Lua, que incluíram uma única manobra de correção de curso realizada em 15 de Fevereiro, a Luna 20 entrou em órbita circular a 100 km da superfície da Lua com 65° de inclinação, em 18 de Fevereiro de 1972. Nessa órbita foram efetuados estudos sobre a gravidade lunar.

### Pouso
Três dias depois de entrar em órbita, em 21 de Fevereiro, as 19h13min00 UTC a espaçonave disparou seu foguete principal por 267 segundos para iniciar a descida para a superfície lunar. um segundo disparo diminuiu a velocidade antes que a Luna 20 pousasse com sucesso na Lua as 19h19min00 UTC de 21 de Fevereiro de 1972 a 3°32' de latitude Norte e 56°33' de longitude Leste, numa região montanhosa conhecida como Terra Apollonius (ou serra Apollonius) próxima ao Mare Fecunditatis (Mar da Fertilidade), a apenas 1,8 km do local de queda da Luna 18.

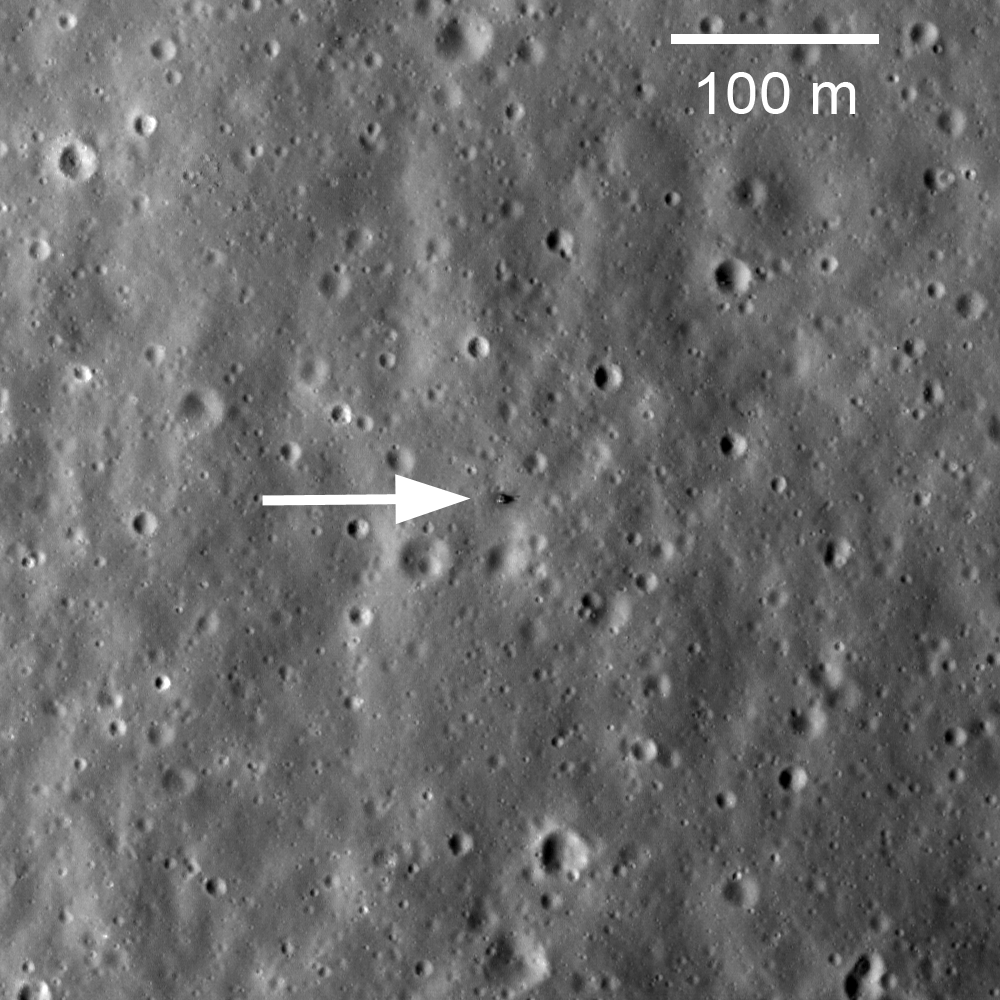
Local de pouso da Luna 20, fotografado pelo LRO.

### Coleta
| Missão Lunar | Quantidade Retornada | Ano  |
| ------------ | -------------------- | ---- |
| Luna 16      | 101 g                | 1970 |
| Luna 20      | 55 g                 | 1972 |
| Luna 24      | 170 g                | 1976 |
| TOTAL        | 326 g                |      |

Alguns minutos depois do pouso a sonda começou a transmitir imagens da superfície lunar. Uma broca automatizada perfurou alguns centímetros do solo lunar recolhendo amostras em seu interior. Em seguida suspendeu o recipiente com as amostras, depositando-o no interior da cápsula de reentrada esférica localizada no módulo de subida, no topo da espaçonave.

### Retorno
Finalmente, depois de pouco menos de 28 horas na superfície lunar, o módulo de subida foi acionado partindo a Lua em direção à Terra as 22h58min00 UTC de 22 de Fevereiro de 1972. Três dias depois, sem necessidade de correção de curso, numa trajetória direta, a cápsula com 55 gramas de amostra de solo lunar reentrou na atmosfera terrestre. O paraquedas foi acionado e a cápsula pousou a 40 km ao Norte da cidade de Dzhezkazgan no Cazaquistão as 19h19 UTC de 25 de Fevereiro de 1972.